# Matteo Fedele
Pour les articles homonymes, voir Fedele.
 (décembre 2022).
Si vous disposez d'ouvrages ou d'articles de référence ou si vous connaissez des sites web de qualité traitant du thème abordé ici, merci de compléter l'article en donnant les références utiles à sa vérifiabilité et en les liant à la section « Notes et références ».
Matteo Fedele, né le 20 juillet 1992 à Lausanne, est un footballeur suisse. Il évolue au poste de milieu de terrain.

## Biographie
Originaire de Lausanne, Matteo Fedele commence sa formation de footballeur dans le club local d'Azzurri, avant de rejoindre le Lausanne-Sport. En 2008, il signe en France dans le centre de formation du Lille OSC, où il n'y reste qu'un an avant de retourner en Suisse. 
Fedele rejoint les équipes de jeunes du FC Sion en 2009. Le 16 mai 2013, il fait ses débuts professionnels en Super League, lors de la 33e journée, face au Grasshopper. Il inscrit son premier but l'année suivante, le 11 mai 2014, face au FC Thoune. Lors de la saison 2014/15, il commence avec Sion avant d'être prêté pour la fin de la saison au Grasshopper Zurich.
Lors de l'été 2015, il rejoint l'Italie, où il est prêté une saison au Carpi FC. Le 30 août 2015, il joue son premier match de Serie A face à l'Inter Milan. Il joue huit matchs de championnat, avant de se blesser au genou en octobre. Il ne participe alors plus à aucun match jusqu'à la fin de la saison. En 2016, il rejoint définitivement Carpi, malgré la relégation du club en Serie B. Il joue un match, avant d'être prêté une saison au SSC Bari. Il y joue 25 matchs et inscrit 4 buts. L'année suivante, il signe au Foggia Calcio, où il ne joue que très peu (neuf matchs). Il est ensuite prêté à Cesena.
En 2018, il est une nouvelle fois prêté. Il découvre cette fois-ci son 3e championnat, en rejoignant la Roumanie et l'Universitatea Craiova. Avec le club roumain, il joue ses premiers matchs européens face au RB Leipzig dans le cadre du 3e tour préliminaire de la Ligue Europa. Le 12 août, il fait ses débuts en championnat face au FC Dunărea Călărași, et inscrit son premier but avec son nouveau club.
Le 17 juillet 2019, il s'engage trois ans avec le Valenciennes FC. Il retrouve ainsi le Nord de la France après son passage au centre de formation lillois il y a 10 ans. Il résilie son contrat le 5 février 2021.

## Statistiques
| Saison                | Club                            | Championnat           | Championnat | Championnat | Coupe(s) nationale(s) | Coupe(s) nationale(s) | Compétition(s) continentale(s) | Compétition(s) continentale(s) | Compétition(s) continentale(s) | Total | Total |
| Saison                | Club                            | Division              | M.          | B.          | M.                    | B.                    | Comp.                          | M.                             | B.                             | M.    | B.    |
| 2012-2013             | FC Sion                         | Super League          | 4           | 0           | -                     | -                     | -                              | -                              | -                              | 4     | 0     |
| 2013-2014             | FC Sion                         | Super League          | 11          | 1           | -                     | -                     | -                              | -                              | -                              | 11    | 1     |
| 2014-2015             | FC Sion                         | Super League          | 11          | 0           | 1                     | 0                     | -                              | -                              | -                              | 12    | 0     |
| 2014-2015             | Grasshopper (prêt)              | Super League          | 12          | 0           | -                     | -                     | -                              | -                              | -                              | 12    | 0     |
| Sous-total            | Sous-total                      | Sous-total            | 38          | 0           | 1                     | 0                     | -                              | -                              | -                              | 39    | 0     |
| 2015-2016             | Carpi FC 1909 (prêt)            | Serie A               | 8           | 0           | -                     | -                     | -                              | -                              | -                              | 8     | 0     |
| 2016-2017             | Carpi FC 1909                   | Serie B               | 1           | 0           | 2                     | 0                     | -                              | -                              | -                              | 3     | 0     |
| 2016-2017             | FC Bari 1908 (prêt)             | Serie B               | 25          | 4           | -                     | -                     | -                              | -                              | -                              | 25    | 4     |
| 2017-2018             | Foggia Calcio                   | Serie B               | 9           | 0           | -                     | -                     | -                              | -                              | -                              | 9     | 0     |
| 2017-2018             | AC Cesena (prêt)                | Serie B               | 14          | 1           | -                     | -                     | -                              | -                              | -                              | 14    | 1     |
| Sous-total            | Sous-total                      | Sous-total            | 57          | 5           | 2                     | 0                     | -                              | -                              | -                              | 59    | 5     |
| 2018-2019             | CS Universitatea Craiova (prêt) | Liga 1                | 25          | 2           | 4                     | 0                     | C3                             | 2                              | 0                              | 31    | 2     |
| Sous-total            | Sous-total                      | Sous-total            | 25          | 2           | 4                     | 0                     | -                              | 2                              | 0                              | 31    | 2     |
| 2019-2020             | Valenciennes FC                 | Ligue 2               | 10          | 0           | 3                     | 0                     | -                              | -                              | -                              | 13    | 0     |
| 2020-2021             | Valenciennes FC                 | Ligue 2               | 2           | 0           | -                     | -                     | -                              | -                              | -                              | 2     | 0     |
| Total sur la carrière | Total sur la carrière           | Total sur la carrière | 132         | 8           | 10                    | 0                     | -                              | 2                              | 0                              | 144   | 8     |

## Palmarès
- Vainqueur de la Coupe de Roumanie en 2021 avec l'Universitatea Craiova